# Ozero Ashchysor
Ozero Ashchysor är en saltsjö i Kazakstan.   Den ligger i oblystet Qaraghandy, i den centrala delen av landet, 110 km söder om huvudstaden Astana. Arean är 23,7 kvadratkilometer.